# 尹奉 (成汉)
尹奉（？—？），晋朝南阳郡（治今河南南阳市）人，十六国时成汉大臣。

## 生平
尹奉仕东晋，为零陵郡太守。322年，尹奉响应讨伐王敦。325年，荆州刺史陶侃上表荐举尹奉为宁州刺史，以取代王坚。梁水郡太守爨量、益州郡太守李逖之前归附成汉。尹奉到宁州后，重金聘募境外夷人刺杀爨量成功，尹奉劝谕李逖归降，到境平定叛乱，境内安宁。尹奉为南夷校尉、加安南将军。在任后期威刑缓钝，政治不立。332年十月，成汉大将军李寿、费黑到达朱提郡，朱提太守董炳据城固守，尹奉派建宁郡太守霍彪领兵相助。333年三月，李寿来攻，尹奉归降成汉，成汉全部占有南中地区。实行大赦，李雄让大将军李寿兼管宁州。尹奉被徙于蜀，任卫将军。335年，李期即位，拜尹奉为右丞相、骠骑将军、尚书令。